# Fete în uniformă (film din 1958)
Fete în uniformă (titlul original: Mädchen in Uniform) este un film dramatic, realizat în 1958 de regizorul Géza von Radványi.
Filmul este un remake cu conținutul diluat al filmului omonim din anul 1931. La fel ca și acesta, se bazează pe piesa de teatru Ritter Nérestan de Christa Winsloe, dar și pe romanul adaptat de ea însăși din această piesă, intitulat Das Mädchen Manuela (Fata Manuela). 
La un internat de fete din Potsdam la începutul secolului XX, directoarea conduce viața internă cu o mână de fier. Tânăra profesoară Elisabeth încearcă să destindă puțin metodele de educație severe cât și disciplina cazonă. Aceasta o face să fie îndrăgită de elevele ei. Îndeosebi la sensibila Manuela, care a început să se îndrăgostească de ea. În rolurile principale din această dramă, joacă Romy Schneider, Lilli Palmer și Therese Giehse. 

## Conținut
Disciplină și supunere sunt pe primul loc pe lista de valori care trebuie însușite de elevele de descendență nobilă din internatul de fete din Potsdam. Posibilități de ascensiune profesională a femeilor la începutul secolului 20 erau aproape inexistente. Deoarece tânăra profesoară Elisabeth von Bernburg dorește să fie mai lejeră cu metodele cazone de educație, face ca directoarea să fie nemulțumită de ea. Elevele în schimb țin foarte mult la ea. În mod deosebit pentru Manuela, Elisabeth dezvoltă o relație afectuoasă, plină de grijă. Fata sfioasă, care nu demult și-a pierdut mama, începe treptat să se îndrăgostească de Elisabeth. Deoarece dragostea ei rămâne neîmpărtășită din partea profesoarei, Manuela ia o hotărâre cu urmări tragice.

## Distribuție
- Lilli Palmer - Elisabeth von Bernburg
- Romy Schneider - Manuela von Meinhardis
- Therese Giehse - directoarea Institutului
- Blandine Ebinger - Fräulein von Racket
- Adelheid Seeck - Prințesa
- Gina Albert - Margot von Raakow
- Sabine Sinjen - Ilse von Westhagen
- Christine Kaufmann - Mia
- Danik Patisson - Alexandra von Treskow
- Ginette Pigeon - Edelgard von Kleist (Yvette)
- Marthe Mercadier - Madame Aubert
- Paulette Dubost - Johanna
- Roma Bahn - femeia din garderobă
- Margaret Jahnen - Miss Evans
- Ulla Moritz - Jossy
- Lou Seitz - bucătăreasa
- Edith Helou - Baroness von Ehrenhardt
- Regine Burkhardt, Immy Schell - două din fete

## Premii și nominalizări
- Berlinale 1958: nominalizare la „Ursul de Aur“ pentru Géza von Radványi
- Deutsche Filmfestspiele 1959: Lilli Palmer și Romy Schneider au fost nominalizate pentru „Pelicula de Aur” (Filmband in Gold) la categoria „cele mai bune actrițe”, iar Blandine Ebinger la categoria „cea mai bună actriță în rol secundar” cu „Pelicula de Argint” (Filmband in Silber)
- Premiul Bambi 1959: Bambi la categoria „Cea mai bună actriță debutantă” (Beste Nachwuchsschauspielerin) lui Sabine Sinjen